# Isoetes sampathkumarinii
Isoetes sampathkumarinii là một loài dương xỉ trong họ Isoetaceae. Loài này được L.N. Rao mô tả khoa học đầu tiên năm 1944.
Danh pháp khoa học của loài này chưa được làm sáng tỏ. 